# Pròtesi ocular

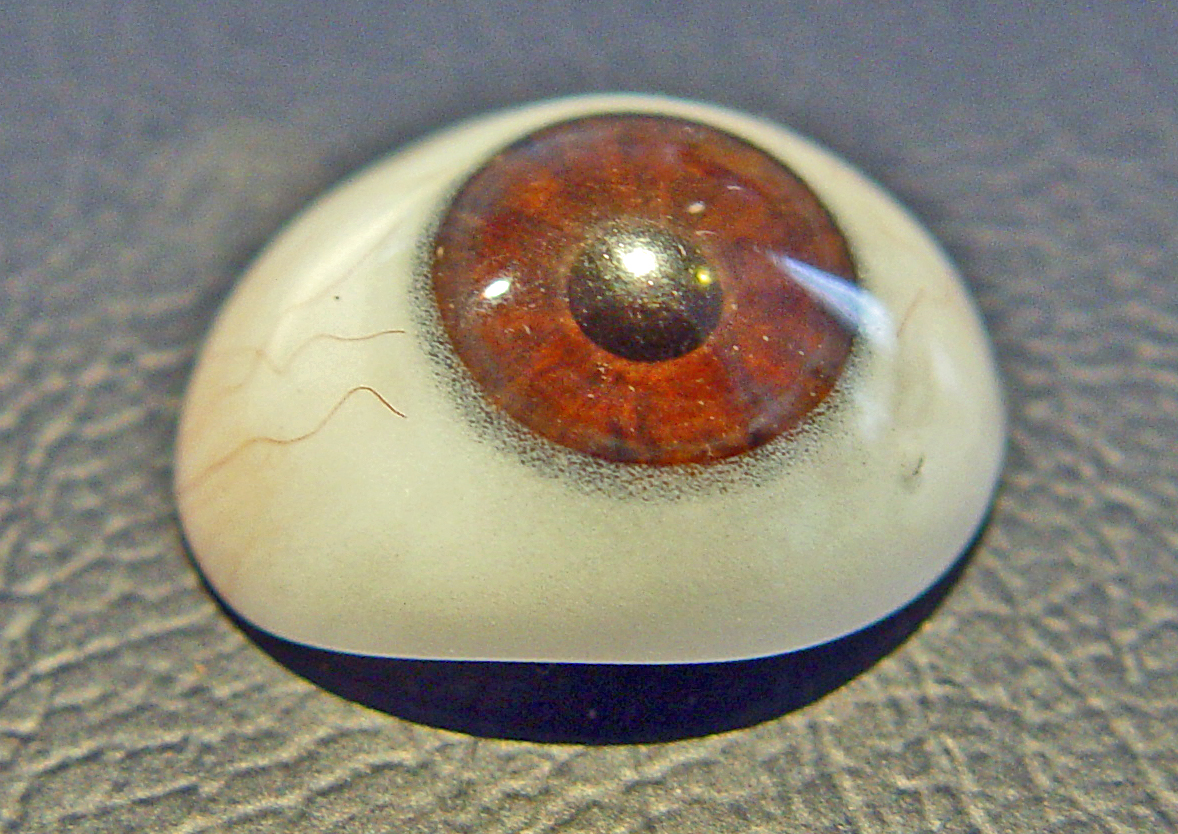
Pròtesi ocular

La pròtesi ocular és el reemplaçament estètic de l'ull, per la manca total o parcial, en persones que han patit un traumatisme o malaltia greu en aquest òrgan que ha obligat a seva extirpació. El seu ús és extern i és manejada pels mateixos usuaris. En l'actualitat la majoria de les pròtesis oculars es fabriquen amb un material conegut com a polimetilmetacrilat (PMMA) i, en menor mesura amb resines de fotocurat, excepte en alguns tallers d'Alemanya i Àustria on encara es segueixen fent de vidre.
En la majoria dels països són elaborades de forma artesanal per un professional que a més realitza el treball de l'adaptació al pacient.
El primer ull de vidre fou fabricat cap al 1579.